# Toleranzentwicklung
Die Toleranzentwicklung bezeichnet in der Pharmakologie die Gewöhnung an einen Wirkstoff, wobei dessen Wirkung durch wiederholte oder chronische Einnahme über einen bestimmten Zeitraum abnimmt. Kommt es zu einer Toleranz gegenüber ganzen Substanzgruppen, spricht man von einer Kreuztoleranz. In vielen, aber nicht in allen Fällen, kann zur Erzielung der gleichen Effektstärke die Dosis erhöht werden. Es gibt verschiedene neurochemische Mechanismen, welche der Toleranzentwicklung zugrunde liegen.

## Pharmakodynamische Toleranz
Unter Pharmakodynamik versteht man die Wirkung, die ein Wirkstoff im Organismus hervorruft. Pharmakodynamische Toleranzmechanismen sind daher:

### Regulation der Rezeptordichte
Der Körper beeinflusst die Sensibilität einer Zelle für einen bestimmten Wirkstoff durch Regulation der Rezeptordichte auf der Zelloberfläche. Wird die Dichte durch Internalisierung von Rezeptoren (und geringere Neu-Synthese) herunterreguliert, so ist die Zelle weniger sensibel für einen Rezeptor-Agonisten. Diese Herunterregulierung geschieht durch Phosphorylierung des Rezeptors und die Bindung von Arrestin, einem Signalmolekül, das eine Endozytose des Rezeptors herbeiführt. Ebenso ist eine Erhöhung der Rezeptordichte nach längerer Anwendung eines Antagonisten (etwa Coffein) möglich.

### Abschwächung der Signaltransduktion
In vielen Fällen besitzt eine Zelle eine Rezeptor-Reserve. Um eine signifikante Abnahme der Rezeptordichte herbeizuführen, müssen unter Umständen sehr viele Rezeptoren (bis 99 % sind keine Seltenheit) von der Oberfläche entfernt werden. Um diesem Aufwand zu entgehen, gestaltet der Körper die Signaltransduktionskaskade ineffizienter. Er synthetisiert weniger G-Proteine, Adenylatzyklasen oder Proteinkinasen. Die Aktivierung der G-Protein gekoppelten Rezeptoren (GPCR) ist somit weniger effizient.
Eine weitere wichtige dynamische Toleranz-Entwicklung besteht gegenüber dem Medikament Glyceroltrinitrat oder Nitroglycerin (das beim Erfinder selbst zur Anwendung kam). Heute findet es Anwendung in der Langzeittherapie der Angina Pectoris als Vasodilatator der Herzkranzgefäße (Coronararterien) in Form von Tabletten oder Pflastern, die gleichmäßig den Wirkstoff durch die Haut abgeben. Da sich innerhalb von 24 Stunden bereits eine Toleranz des Körpers gegen dieses Medikament ausbildet, empfiehlt es sich, über Nacht eine Nitratpause von 12 Stunden einzuhalten. Durch Nichteinhalten der Nitratpause zur Sensitivierung des Körpers ist es bereits zu Todesfällen gekommen.

### Veränderung der Rezeptoren
Die oben genannten GPCR besitzen mehrere Orte, an denen sie mit anderen Molekülen interagieren können. So wird beispielsweise der Beta-Adrenozeptor durch ein Enzym, die β-Adrenorezeptor-Kinase (allg. GPCR-Kinasen = GRK) phosphoryliert. Dies verhindert die Aktivierung eines G-Proteins. Einen ähnlichen Effekt haben auch Proteinkinasen. Auch die Interaktion mit der Beta-Gamma-Untereinheit des G-Proteins führt zur Konformationsänderung und zur Inaktivierung des Rezeptors.
Einen Spezialfall bildet hier der Thrombin-Rezeptor, der sich auf Thrombozyten und Endothelzellen befindet. Durch die Protease Thrombin wird ein 41 Aminosäuren langes N-terminales Ende des Rezeptors abgespalten und somit eine Domäne freigelegt, die den Rezeptor aktivieren kann. Man spricht von einer Autoaktivierung. Einmal aktiviert, ist der Rezeptor so sehr verändert, dass er per Endozytose internalisiert wird und erst durch Neusynthese wieder zur Aktivierung zur Verfügung steht. Ein neuentdeckter Rezeptor dieser Klasse befindet sich auf Nozizeptoren und trägt den Namen PAR-2 (für Protease aktivierter Rezeptor, bekannt sind heute PAR 1-3). PAR-2 spielt eine Rolle bei der neurogenen Entzündung und beim Schmerz.

### Beeinflussung von körpereigenen antagonistischen Systemen
DBI ist die Abkürzung für das Diazepam-binding-inhibitor-Molekül. Bei der Gabe des Benzodiazepins Diazepam wird es vermehrt synthetisiert und bewirkt eine Abschwächung des Medikaments. DBI bindet ebenfalls an die Benzodiazepin-Bindungsstelle des GABA-Rezeptors A und wirkt damit als kompetitiver Antagonist gegenüber Diazepam.

## Pharmakokinetische Toleranz
Die Pharmakokinetik beschreibt, wie rasch und in welchem Ausmaß nach der Verabreichung eines Stoffes dieser anschließend im Blutplasma und in den verschiedenen Körpergeweben auftritt und wo und in welcher Weise er wieder ausgeschieden wird. Der Körper hat die Möglichkeit, die Wirksamkeit eines Arzneistoffs herabzusetzen, indem er die Elimination beschleunigt oder eigene, gleichartig wirkende Systeme herunterregelt.

### Beschleunigung der Elimination
Hierzu gehört vor allem die vermehrte Expression von Enzymen, die zur Biotransformation gehören. So kommt es bei Rauchern dazu, dass bestimmte Cytochrom-P450-Enzyme vermehrt exprimiert werden und z. B. das Methylxanthin Theophyllin beschleunigt abgebaut wird. Auch das Antibiotikum Rifampicin und Johanniskraut-Präparate sorgen für eine Enzyminduktion und zu beschleunigtem Abbau einiger Medikamente. Die Antibabypille beispielsweise kann somit unwirksam werden.

### Herunterregulieren körpereigener Systeme
Die starke Gewöhnung an Opioide (Dosissteigerung bis um das Zwanzigfache) kann nicht allein durch die pharmakodynamische Toleranzentwicklung erklärt werden. Der genaue Mechanismus dieser Toleranzentwicklung ist noch nicht vollständig aufgeklärt, jedoch beobachtet man auch eine Abnahme der körpereigenen endogenen Opioide. Ähnliches ist zu beobachten bei der Gabe von Glucocorticoiden wie Cortisol, Dexamethason, Prednisolon. Gibt man diese Substanzen kontinuierlich über einen längeren Zeitraum, so geht die körpereigene Produktion an Glucocorticoiden zurück. Organisch manifestiert sich dies in einer Atrophie (Gewebsabnahme) der Nebennierenrinde, wo die Glucocorticoide gebildet werden.
In der Blut-Hirn-Schranke sowie in der Niere und im Darm befindet sich ein Transportprotein namens P-Glykoprotein. Dieses transportiert körperfremde Stoffe, die nicht ins Gehirn gelangen sollen wieder aus den Zellen heraus zurück ins Blut. Fexofenadin ist ein Histamin-Rezeptor-Antagonist, der durch diesen Mechanismus nicht ins Gehirn gelangt und ausschließlich peripher wirkt. Durch längere Gabe von Fexofenadin wird das P-Glykoprotein stärker exprimiert und erhöht somit die Toleranz der Blut-Hirn-Schranke gegenüber diesem Arzneistoff.
Weiteres Beispiel ist das Herauffahren des Renin-Angiotensin-Aldosteron-Systems bei Diuretika-Gabe.

## Tachyphylaxie
Als Tachyphylaxie (von altgriechisch ταχύς tachýs ‚schnell‘ und φύλαξις phylaxis ‚Bewachung‘, ‚Schutz‘) bezeichnet man eine Form rascher Wirkungsabnahme bei wiederholter Gabe eines Pharmakons.
Beispielsweise ist bei einer in kurzen Zeitabständen wiederholten Einnahme von Substanzen wie Amphetamin, Methamphetamin oder Methylphenidat eine erhebliche Abschwächung der jeweils erzielten Wirkung zu beobachten. Dieser zunehmende Wirkungsverlust infolge der sich entwickelnden Tachyphylaxie wird auch durch Dosiserhöhungen bald nicht mehr ausgleichbar. Im Falle der genannten Wirkstoffe kann dies auf ein ähnliches Wirkungsprinzip zurückgeführt werden. Amphetamine entfalten ihre antriebssteigernde Wirkung, indem sie die Wiederaufnahme von Neurotransmittern in die Präsynapse verschiedener Nervenzellen hemmen und damit kurzfristig einen Überschuss an Transmittern wie Noradrenalin und Dopamin im synaptischen Spalt bewirken. Allerdings kommt es wegen der fehlenden Wiederaufnahme auch zu einem Mangel an diesen in intrazellulären Speichern der präsynaptischen Zelle, sodass weniger Noradrenalin und Dopamin zur Ausschüttung bereitstehen. Daher sinkt nachfolgend die Konzentration dieser Stoffe auch im synaptischen Spalt, und es kommt somit zu einer Abschwächung oder Aufhebung der beabsichtigten Wirkung. Erst nach Abklingen der Pharmakoneinwirkung füllen sich die Speichervesikel der Präsynapse wieder und die Signaltransduktion normalisiert sich. Amphetamin, Methamphetamin und Methylphenidat werden zu den indirekten Sympathomimetika gezählt, da sie nicht direkt an Adrenozeptoren wirken, sondern mittelbar und die Wiederaufnahme u. a. von Noradrenalin hemmen.

## Allergologische Toleranz
Durch eine Behandlung (Hyposensibilisierung) induziert, aber auch spontan, kann der Patient bei eingetretener Toleranz den Kontakt mit Allergenen vertragen, ohne überschießend darauf zu reagieren. Hierzu kommt es durch Modifikation der Bildung von Antikörpern, Mastzellen und Granulozyten oder infolge weiterer Änderungen im Immunsystem.